# 八廣站

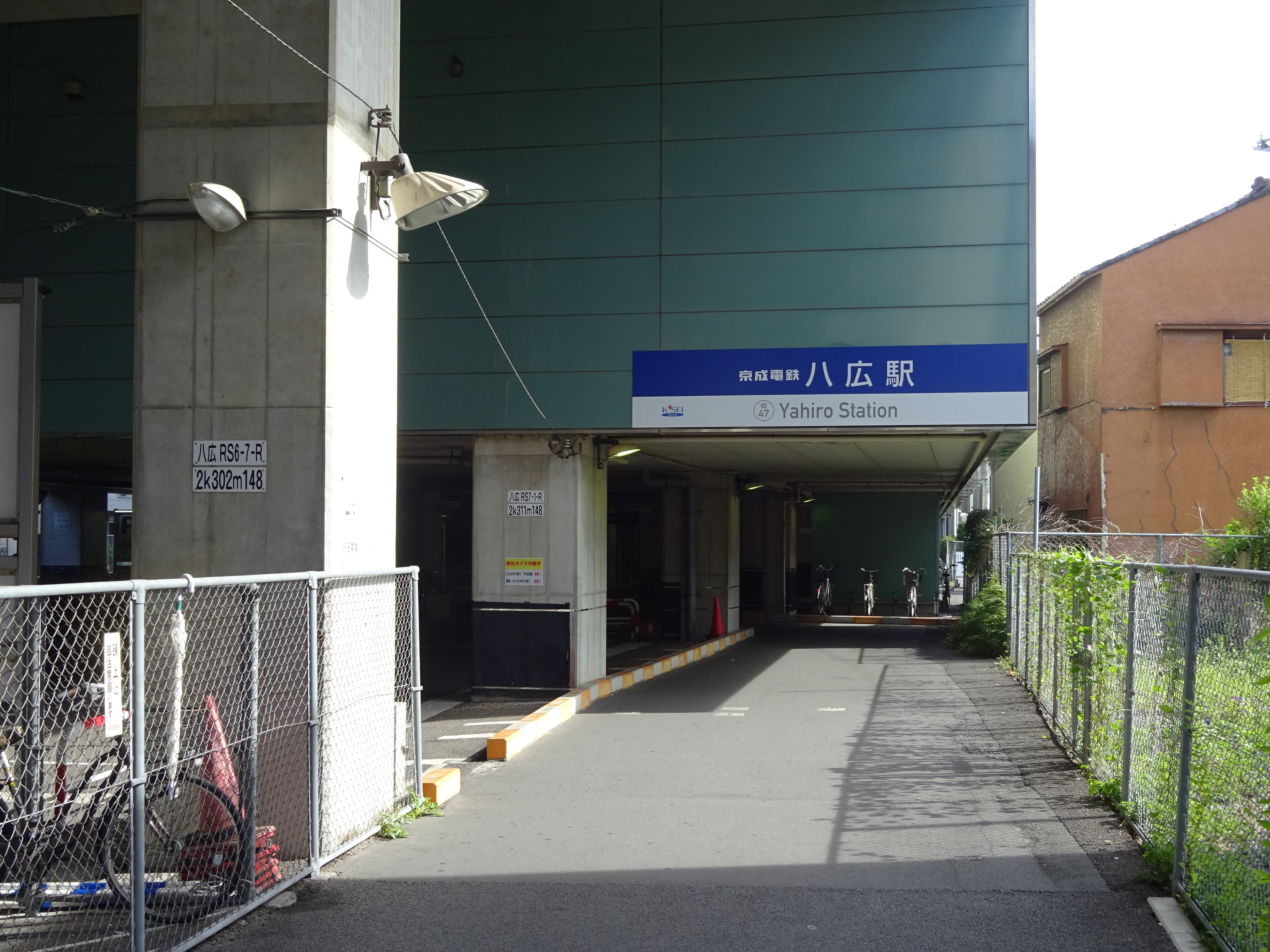
京成曳舟方向出入口（2018年9月）

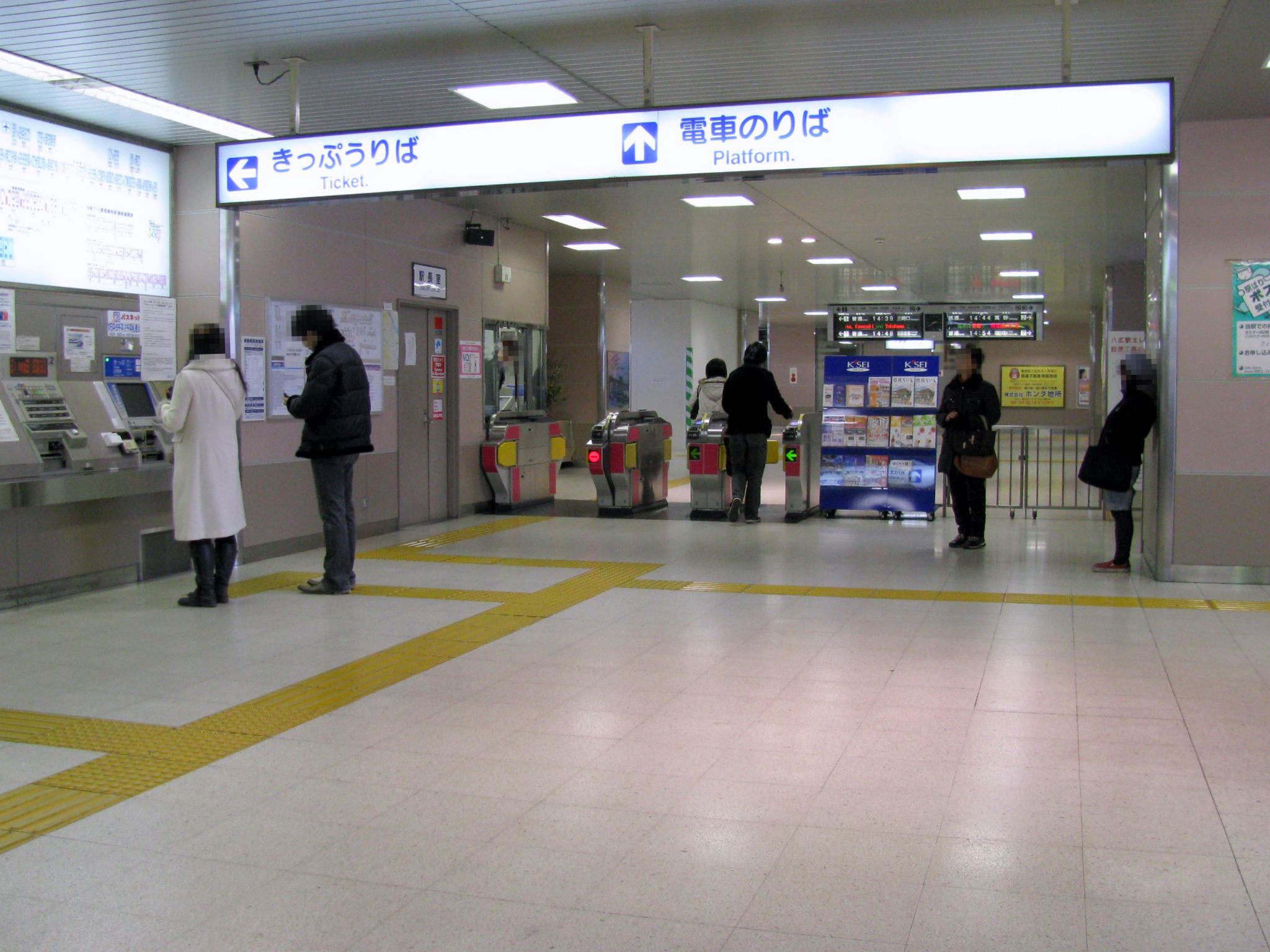
剪票口（2008年1月）

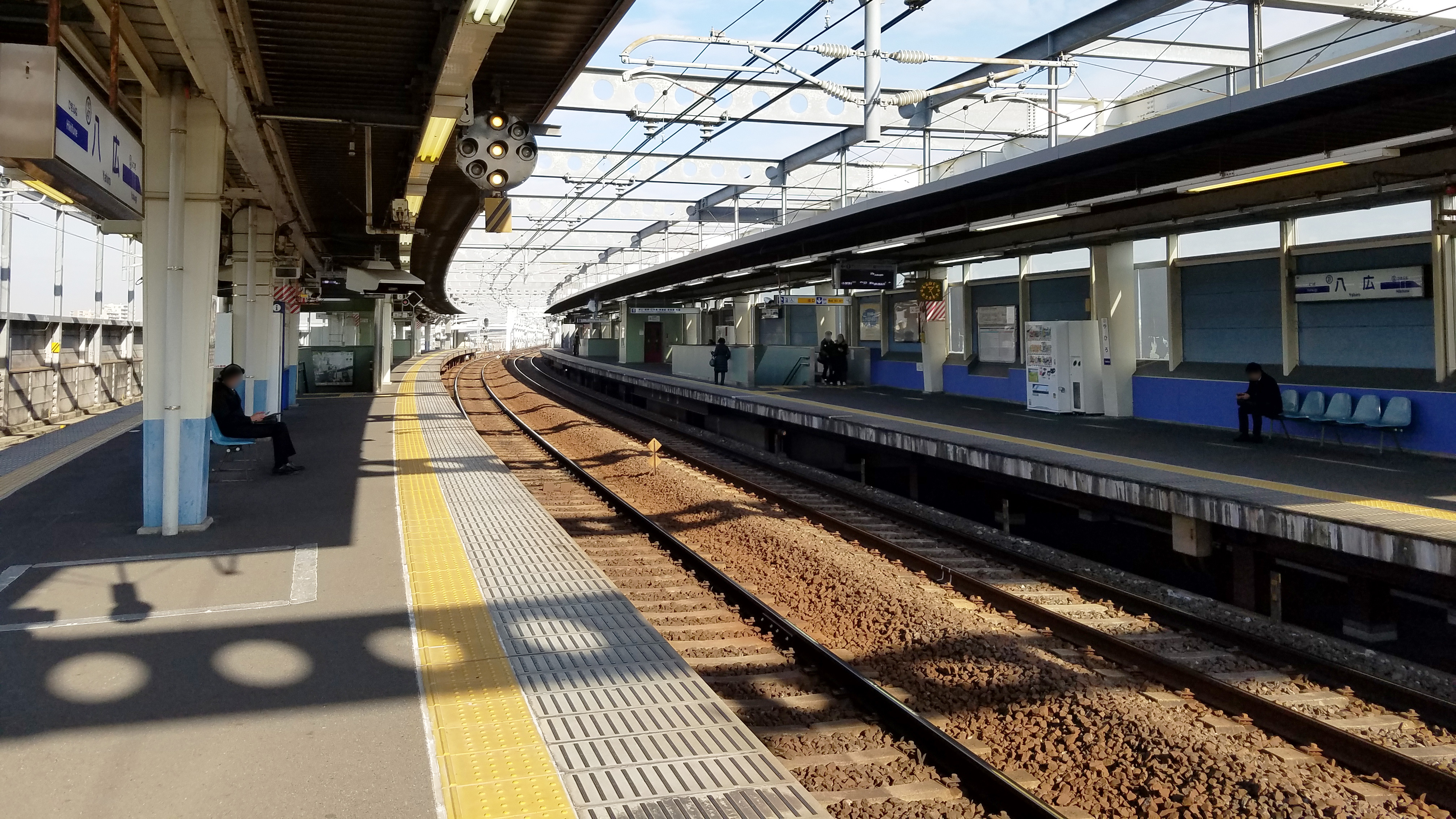
月台（2016年12月）

八廣站（日语：／ Yahiro eki */?）位於日本東京都墨田區八廣六丁目，是京成電鐵押上線的鐵路車站。車站編號是KS47。本站是墨田區最東端的車站

## 年表
- 1923年（大正12年）7月11日 - 車站啟用，當時稱為荒川站。
- 1991年（平成3年）1月5日 - 因舊荒川橋橋樑遭船隻撞毀，押上線停駛數天。
- 1992年（平成4年）- 四木站至本站高架化工程動工。
- 1994年（平成6年）4月1日 - 車站改稱八廣站。
- 1997年（平成9年）12月13日 - 車站一號月台高架化[2]。
- 1999年（平成11年）9月4日 - 車站二號月台高架化。
- 2001年（平成13年）
  - 9月15日 - 新站房啟用。設定特定區間運費。
  - 9月17日 - 3號線月台（副本線）與待避設備完成。

## 車站構造
本站是上下線共用待避設備的2面3線高架車站。
本站與四木站之間以荒川相隔。在荒川橋梁改建工程以前，站房位於青砥方向，站內亦有站內平交道。2001年9月15日改點起，新站房啟用，大廳移往高架下中央位置，下行線增加待避設備。
基本上，單式月台的1號線是上行線月台，島式月台的2、3號線是下行線月台與預備月台。平日早晨尖峰時刻會進行上行優等列車的待避，1號線成為通過列車專用，其餘往押上方向列車停靠2號線。此時往青砥方向列車使用3號線。平日傍晚尖峰時刻，下行線有數班列車會在本站待避優等列車，此時2號線為通過線，3號線停靠青砥方向列車。另外，開設本站折返列車時可使用2號線。
本站過去是京成電鐵唯一使用[LED]]翻轉式列車資訊顯示器，2016年7月下旬與日暮里站、成田機場站等導入英語進站廣播時更新成全彩LED式列車資訊顯示器。

### 月台配置
| 月台 | 路線   | 方向 | 目的地                                              | 備註                                           |
| ---- | ------ | ---- | --------------------------------------------------- | ---------------------------------------------- |
| 1、2 | 押上線 | 上行 | 押上、 淺草線、 京急本線方向                        | 平日早上關閉1號線只使用2號線 其他時段使用1號線 |
| 2、3 | 押上線 | 下行 | 青砥、高砂、船橋、 成田機場、千葉方向（經京成本線） | 3號線由平日早晨列車與待避列車使用              |
| 2、3 | 押上線 | 下行 | 北總線、 成田機場方向（經成田Sky Access線）         | 3號線由平日早晨列車與待避列車使用              |

## 使用情況
2017年度1日平均上下車人次為11,993人。京成線車站第37位，押上線車站當中最少人上下車的車站，但2000年代起有增加傾向。
近年1日平均上下、上車人次推移如下表。
| 年度               | 1日平均 上下車人次 | 1日平均 上車人次 | 來源   |
| ------------------ | ------------------ | ---------------- | ------ |
| 1990年（平成02年） |                    | 4,115            | [ 6 ]  |
| 1991年（平成03年） |                    | 4,014            | [ 7 ]  |
| 1992年（平成04年） |                    | 4,038            | [ 8 ]  |
| 1993年（平成05年） |                    | 3,964            | [ 9 ]  |
| 1994年（平成06年） |                    | 4,008            | [ 10 ] |
| 1995年（平成07年） |                    | 4,014            | [ 11 ] |
| 1996年（平成08年） |                    | 3,978            | [ 12 ] |
| 1997年（平成09年） |                    | 3,890            | [ 13 ] |
| 1998年（平成10年） |                    | 3,847            | [ 14 ] |
| 1999年（平成11年） |                    | 3,828            | [ 15 ] |
| 2000年（平成12年） |                    | 3,863            | [ 16 ] |
| 2001年（平成13年） |                    | 3,879            | [ 17 ] |
| 2002年（平成14年） |                    | 3,929            | [ 18 ] |
| 2003年（平成15年） | 8,272              | 4,112            | [ 19 ] |
| 2004年（平成16年） | 8,486              | 4,227            | [ 20 ] |
| 2005年（平成17年） | 9,067              | 4,518            | [ 21 ] |
| 2006年（平成18年） | 9,187              | 4,595            | [ 22 ] |
| 2007年（平成19年） | 9,303              | 4,667            | [ 23 ] |
| 2008年（平成20年） | 9,695              | 4,863            | [ 24 ] |
| 2009年（平成21年） | 9,660              | 4,852            | [ 25 ] |
| 2010年（平成22年） | 9,628              | 4,847            | [ 26 ] |
| 2011年（平成23年） | 9,573              | 4,820            | [ 27 ] |
| 2012年（平成24年） | 9,792              | 4,932            | [ 28 ] |
| 2013年（平成25年） | 10,239             | 5,159            | [ 29 ] |
| 2014年（平成26年） | 10,418             | 5,249            | [ 30 ] |
| 2015年（平成27年） | 10,947             |                  |        |
| 2016年（平成28年） | 11,541             |                  |        |
| 2017年（平成29年） | 11,993             |                  |        |

## 車站周邊
- 荒川
- 八廣公園
- 墨田區立八廣小學校
- 東京都立墨田特別支援學校
- 墨田區八廣圖書館
- 墨田四郵局
- 墨田八廣四郵局

### 巴士路線
車站南方道路上有八廣巴士站。以下路線由東京都交通局與京成巴士運行。
- 上23：往青戶車庫 / 往平井站前
- 錦37：往青戶車庫、往新四木橋 / 往錦糸町站前
- 墨田區內循環巴士「墨田百景 すみまるくん・すみりんちゃん」東北部線：往押上站

## 站名由來
開業時，由於車站位於。荒川（當時的荒川放水路）上，因此命名為荒川站。1932年（昭和7年）荒川區成立後，由於容易造成乘客誤解與誤乘，因此在荒川橋梁改建、車站高架化時改以當地地名「八廣」命名。

## 相鄰車站
京成電鐵
 押上線
■快速特急、■Access特急、■特急、■通勤特急、■快速
通過
■普通
京成曳舟（KS-46）－八廣（KS-47）－四木（KS-48）

## 外部連結
- 八廣｜電車與車站資訊｜京成電鐵
- 八廣站PDF - 京成電鐵